# Prensagem (vinho)

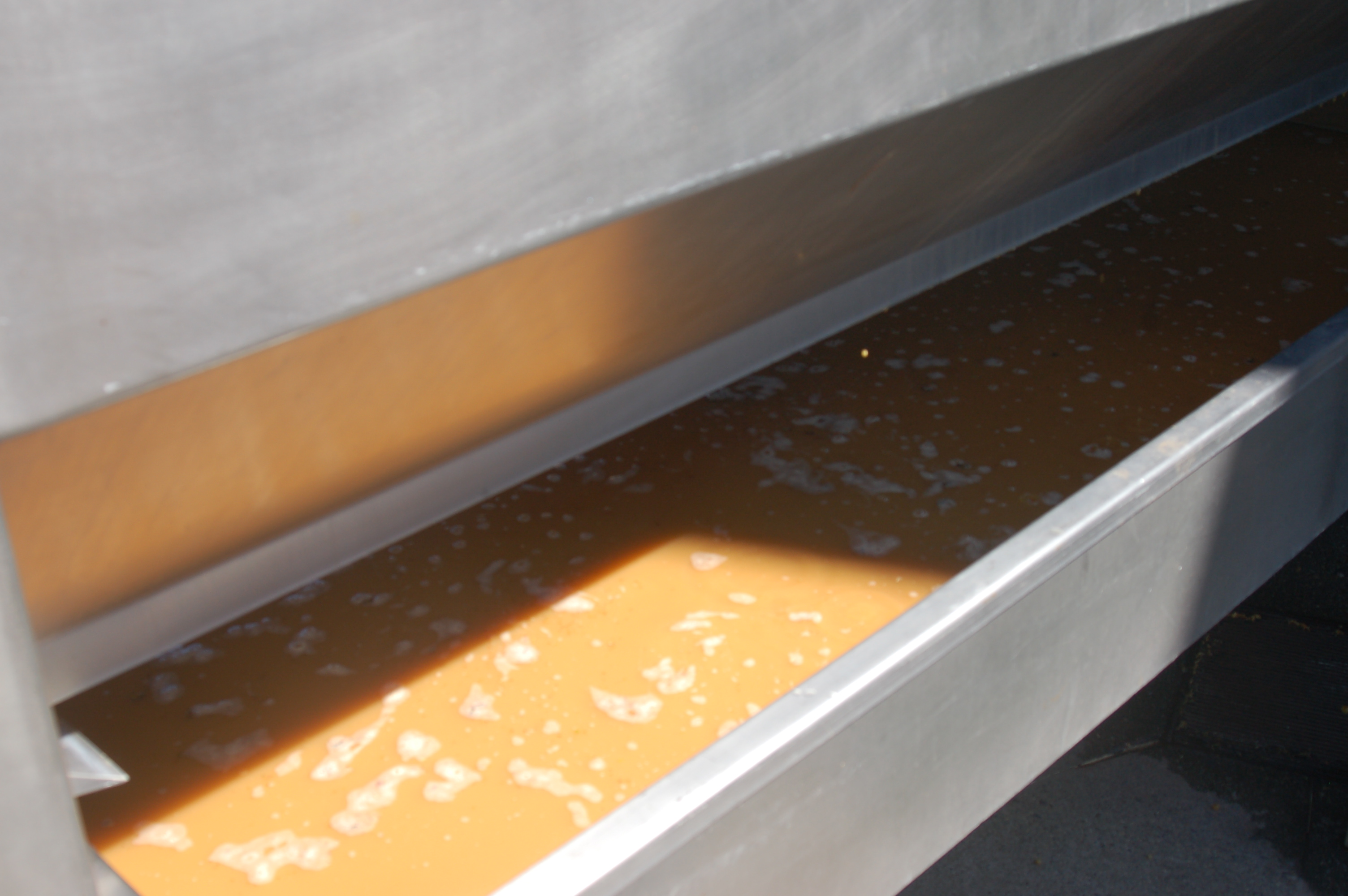
Suco de Viognier na panela da prensa após ser prensado.

Na vinificação, a prensagem é o processo em que o suco é extraído das uvas com o auxílio de uma prensa de vinho, manualmente ou até mesmo pelo peso das bagas e dos cachos de uva. Historicamente, os cachos de uva intactos eram pisados com os pés, mas na maioria das vinícolas atuais as uvas passam por um esmagador/desembaçador, que remove as bagas de uva individuais dos caules e rompe as cascas, liberando um pouco de suco, antes de serem prensadas. Há exceções, como no caso da produção de vinho espumante em regiões como Champagne, onde as uvas são tradicionalmente prensadas em cachos inteiros, com os caules incluídos, para produzir um mosto mais leve e com baixo teor de compostos fenólicos.
Na produção de vinho branco, a prensagem geralmente ocorre imediatamente após o esmagamento e/ou antes da fermentação primária. Na produção de vinho tinto, as uvas também são esmagadas, mas a prensagem geralmente não ocorre até depois ou perto do final da fermentação, pois o tempo de contato da casca entre o suco e as uvas lixivia a cor, os taninos e outros fenólicos da casca. Aproximadamente 60-70% do suco disponível na baga da uva, o suco (de escorrimento) livre, pode ser liberado pelo processo de esmagamento e não requer o uso da prensa. Os 30-40% restantes provenientes da prensagem podem ter níveis de pH mais altos, acidez titulável mais baixa, acidez volátil potencialmente mais alta e fenólicos mais altos do que o suco livre, dependendo da quantidade de pressão e do rompimento das cascas, e produzirão um vinho mais adstringente e amargo.
Os vinicultores costumam manter o suco de tiragem livre e o vinho prensado separados (e talvez até mesmo isolar ainda mais o vinho produzido por diferentes níveis de pressão/estágios de prensagem) durante grande parte do processo de vinificação para engarrafar separadamente ou misturar posteriormente porções de cada um para fazer um vinho mais completo e equilibrado. Na prática, o volume de muitos vinhos é feito com 85 a 90% de suco livre e 10-15% de suco prensado.

## Quando prensar e outras decisões de vinificação

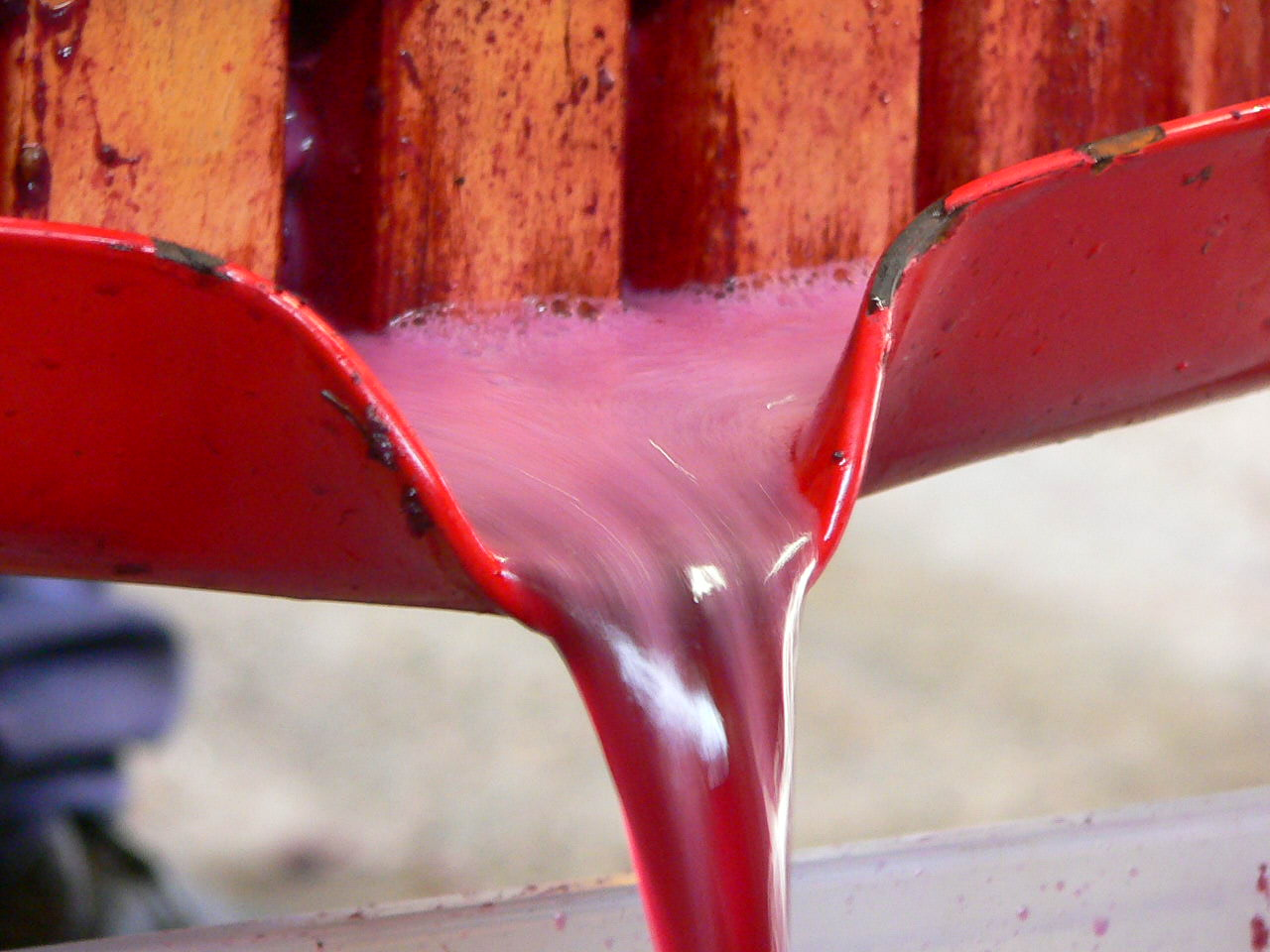
A decisão sobre quando prensar as uvas de vinho tinto influenciará a cor, pois os fenólicos coloridos e os taninos são extraídos das uvas durante a maceração antes da prensagem

O momento da prensagem e os métodos utilizados influenciam outras decisões no processo de vinificação. Na produção de vinho branco, a prensagem geralmente ocorre imediatamente após a colheita e o esmagamento. Nesse caso, a maior decisão será a quantidade de pressão a ser aplicada e a quantidade de suco prensado que os vinicultores desejam, além do suco de escorrimento livre. Algumas variedades de uva, como a Sémillon e a Aurore, têm polpas muito "líquidas" que liberam suco facilmente sem a necessidade de muita pressão, o que poderia causar o risco de romper as cascas. Outras variedades, como a Catawba, têm polpas muito mais duras que exigem mais prensagem.
Na produção de vinho tinto, o momento de prensar é uma das decisões mais importantes no processo de fabricação do vinho, já que esse será o momento em que a maceração e a extração fenólica cessarão. Alguns vinicultores usam a escala decrescente do nível de açúcar (como a medição de Brix) e prensam quando o vinho atinge a secura completa. Com frequência, os vinicultores usam o paladar para determinar se o vinho extraiu taninos suficientes para produzir um vinho equilibrado e podem prensar antes da secura completa (como em 3-8 Brix). Embora a remoção das cascas por meio da prensagem muitas vezes remova alguns sólidos de que a levedura do vinho precisa para concluir a fermentação, os benefícios da prensagem antecipada são muitas vezes contrabalançados pelo risco de uma possível fermentação presa.
A qualidade do ano da safra e o amadurecimento geral das uvas colhidas também podem desempenhar um papel importante, pois em anos frios, quando as uvas são colhidas com pouca maturidade, os taninos da uva costumam ser muito "verdes" e duros. Nesses anos, os produtores de vinho podem prensar mais cedo (por exemplo, a 15 Brix), um processo que os australianos chamam de "short vatting". Em anos mais quentes, os taninos podem estar totalmente maduros ou "doces" e o vinicultor pode decidir fazer um período de maceração prolongada e não prensar as uvas por até um mês após o término da fermentação.
Normalmente, o suco prensado exigirá algum tratamento adicional, que pode ser feito separadamente para o suco prensado sozinho ou para todo o lote de vinho, se o suco prensado for misturado com o vinho de suco livre. Esses tratamentos podem incluir ajustes de acidez para reduzir o pH, períodos prolongados de decantação para clarificação e trasfega adicional para remover os sólidos suspensos extras e o uso de agentes de colagem para remover sólidos extras ou taninos em excesso. A polpa da uva contém uma grande quantidade de pectinas que criam coagulação coloidal com esses sólidos, o que dificulta a estabilização do vinho. Alguns produtores de vinho usam enzimas pectolíticas durante o processo de maceração para ajudar a quebrar as paredes celulares e permitir a liberação de mais suco livremente. Essas enzimas também são usadas com vinhos brancos para ajudar na clarificação. O tipo de prensagem usado e a quantidade de sólidos suspensos desempenham um papel especial nas decisões de filtragem, pois uma grande quantidade de sólidos suspensos (principalmente gomas naturais) pode entupir e danificar filtros caros.

## História

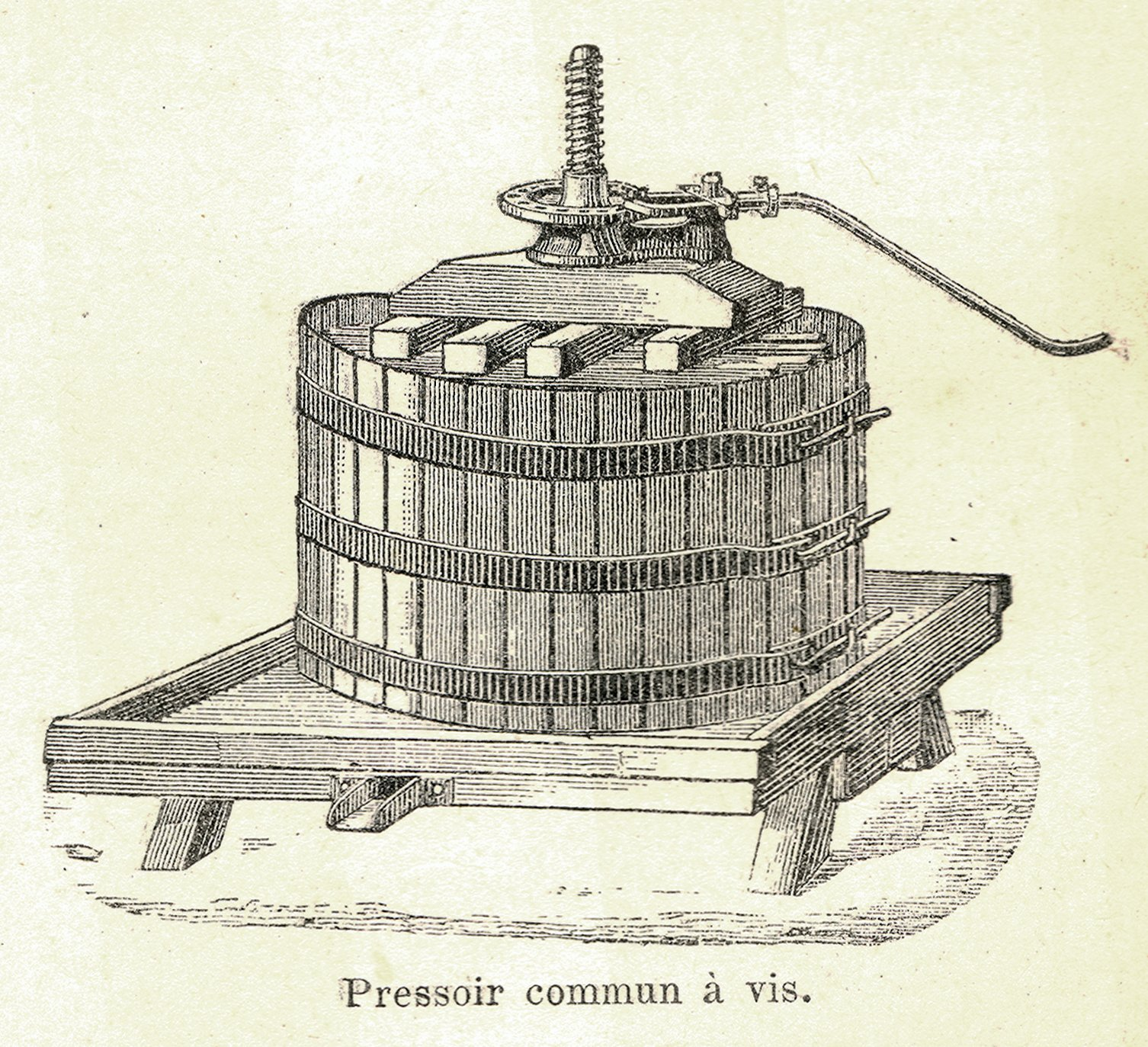
e uso na produção de vinho

A prensa de vinho mais antiga era provavelmente o pé ou a mão humana, esmagando e espremendo as uvas em um saco ou recipiente onde o conteúdo fermentaria. A pressão aplicada por esses meios manuais era limitada e esses primeiros vinhos provavelmente eram pálidos em cor e corpo. Por fim, os seres humanos descobriram que era possível extrair mais suco e produzir um vinho potencialmente melhor se desenvolvessem formas de prensagem. Isso começou com os ant egípcios, que desenvolveram uma "prensa de saco" feita de tecido que era espremida com a ajuda de um torniquete gigante.
Os antigos gregos e romanos desenvolveram graes prensas de vinho de madeira que utilizavam grandes vigas, cabrestantes e guinchos para exercer pressão sobre o bagaço. Esse estilo de prensa de vinho acaba evoluindo para a prensa de cesta usada na Idade Média pelas propriedades vinícolas da nobreza e da Igreja Católica. Há muitos registros da igreja que mostram que os arrendatários de terras feudais estavam dispostos a pagar uma parte de sua colheita para usar a prensa de vinho do proprietário, se ela estivesse disponível. Isso provavelmente ocorria porque o volume adicional de vinho (de 15 a 20%)  prensagem poderia produzir em comparação com a pisa manual era substancial o suficiente para justificar o custo.
A prensagem mecânica tornou-se ainda mais difundida nos séculos XVII e XVIII, pois o estilo de produção de vinho na França e em outras partes da Europa estava mudando para vinhos mais encorpados que pudessem envelhecer e sobreviver a longas viagens de transporte para o exterior. Os textos sobre vinificação começaram a recomendar o uso de prensas mecânicas em vez de pisar com os pés nos lagares. Mesmo em Bordeaux, que ainda usava lagares muito tempo depois de Borgonha, Champagne e outras regiões vinícolas francesas terem adotado a prensa de cesto, o uso da prensa de vinho se tornou mais popular depois que os vinhos mais escuros e encorpados do Château Harion produzidos por Lord Arnaud III de Pontac começaram a ser amplamente aclamados pelos escritores ingleses.
No século XX, as prensas de vinho evoluíram do estilo de prensagem vertical da prensa de cesto e da antiga prensa de vinho para a prensagem horizontal, com a pressão sendo aplicada em uma ou ambas as extremidades ou pela lateral por meio do uso de um saco de ar ou bexiga. Essas novas prensas foram categorizadas como "em batelada", que, assim como a prensa de cesto, precisavam ter o bagaço esvaziado e as uvas recarregadas, e como "contínuas", em que uma correia ou um parafuso de Arquimedes sujeitava as uvas/bagaço a uma pressão crescente de uma extremidade à outra da prensa, com novas uvas sendo adicionadas e o bagaço sendo continuamente removido. Outro avanço foi o fechamento completo da prensa (às vezes chamado de "prensa tanque"), que reduziu a exposição do mosto de uva ao ar. Algumas prensas avançadas podem até ser lavadas com nitrogênio para criar um ambiente anaeróbico completo que pode ser desejado para a produção de vinho com uvas brancas. Além disso, muitas das prensas modernas atuais são computadorizadas, o que permite que o operador controle exatamente quanta pressão está sendo aplicada às cascas das uvas e por quantos ciclos.

## Tipos de prensas

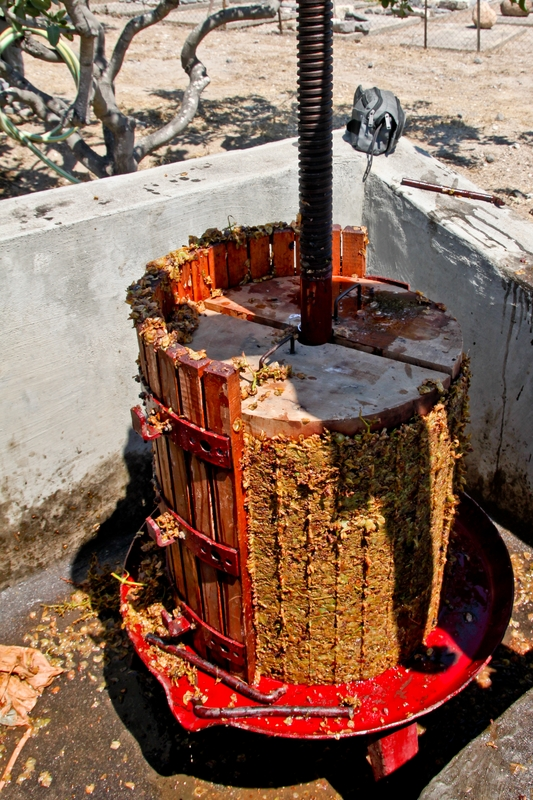
Uma prensa de cesto com metade de suas ripas removidas para mostrar o "bolo" compacto de bagaço que se desenvolve a partir das peles, sementes e caules restantes após a prensagem. Esse bolo precisa ser limpo e removido após cada batelada

As prensas de vinho são geralmente classificadas em dois tipos: em batelada e contínua. As prensas de batelada envolvem a prensagem de uma quantidade definida (uma "batelada") de uvas, com a prensa precisando ser esvaziada do bagaço ou "bolo" (as peles, sementes e caules restantes) entre as bateladas. Há muitos estilos diferentes de prensas bateladas, desde simples prensas de cesto operadas manualmente até prensas de membrana computadorizadas e prensas que são "abertas" com oxigênio capaz de entrar em contato com o mosto ou "fechadas" em um tanque que permite a vinificação anaeróbica. As prensas contínuas usam uma rosca helicoidal (como uma rosca sem-fim) ou uma correia que transporta as uvas de uma entrada de alimentação através de uma tela cilíndrica ou entre placas cheias de pressão de ar que pressionam as uvas, compactam os bolos e, em seguida, removem o bolo por meio de uma saída, tudo em uma operação contínua.
Em geral, as prensas bateladas são consideradas mais "suaves", com menos movimento das cascas de uva, o que minimiza a quantidade de rasgos nas cascas. Quanto mais as cascas das uvas são rasgadas ou raspadas, mais compostos fenólicos e taninos são extraídos, o que pode aumentar a aspereza do vinho. No entanto, as prensas bateladas são muito mais trabalhosas, exigindo repetidos esvaziamentos e enchimentos, e também podem ser mais demoradas, geralmente exigindo de 1 a 2 horas por ciclo de prensa. As prensas contínuas, que são frequentemente usadas por produtores de vinho de alto volume, podem ser mais eficientes, com algumas prensas contínuas de rosca tendo a capacidade de produzir mais de 100 toneladas métricas por hora.
O desenvolvimento de prensas de membrana grandes e fechadas na década de 1970, que podiam processar com mais eficiência bateladas maiores de uvas com qualidade aceitável de suco, incentivou muitas vinícolas a abandonar o uso de prensas de rosca. Embora as prensas de cesto ainda sejam populares entre as vinícolas artesanais e pequenas e alguns produtores de alto volume ainda utilizem rosca contínua, as prensas mais comumente usadas no setor de vinhos tendem a ser as prensas de membrana.

### Prensas de batelada
As prensas de batelada normalmente operam em um ciclo que pode ser mecanizado ou manual. Isso envolve as seguintes etapas:
1. Enchimento do tanque ou cesto com uvas
2. Aplicação de pressão
3. Rotação do tanque ou quebra manual do bolo
4. Aplicar pressão novamente em níveis mais altos
5. Repetição da rotação ou quebra do bolo se for aplicada mais pressão
6. Despressurização e esvaziamento

A vantagem de girar o tanque ou quebrar o bolo é promover uma prensagem mais uniforme e a formação de um bolo de formato regular que será mais fácil de movimentar. A partir do momento em que as uvas são colocadas no tanque ou na cesta, o suco está sendo liberado e extraído. Esse suco geralmente é drenado pelo tanque para um recipiente de espera ou "panela de prensagem", que é então transferido ou bombeado para outro recipiente.
A quantidade de pressão aplicada (e a velocidade) dependerá da preferência do vinicultor, sendo que a pressão adicional aumenta a probabilidade de que as cascas e as sementes das uvas sejam raspadas e rompidas, liberando taninos e outros compostos fenólicos que podem tornar o suco mais adstringente e amargo. Normalmente, as prensas de batelada mecanizadas começam com menos de 1 bar (um pouco menos de 1 atm) de pressão e aumentam gradualmente até um máximo de 4 a 6 bars em um período de 1 a 2 horas. Quanto mais lentamente a pressão for aplicada e aumentada gradualmente, mais suave será a prensagem geral.
Há vários tipos diferentes de prensas de batelada, cada uma com seus próprios benefícios e desvantagens. Os mais comumente encontrados em vinícolas estão listados abaixo.

#### Prensa de cesto
Um dos primeiros estilos de prensa mecânica, que pode variar de uma simples cesta de madeira com ripas verticais e um cabrestante que fornece pressão a grandes prensas hidráulicas que podem até ser fechadas para evitar a exposição ao oxigênio. Uma vantagem desse estilo de prensa é a maneira geralmente suave de prensar a uva, mas suas desvantagens incluem a intensidade da mão de obra de seu uso, pequenos volumes e a tendência de fornecer pressão desigual a todas as partes do bolo, além de geralmente expor o mosto a quantidades significativas de oxigênio. Outra desvantagem do ponto de vista do tempo, mas uma vantagem em outros aspectos, como a suavidade, é que, por sua natureza, a prensagem com uma prensa de cesto é muito lenta. A aplicação de muita pressão muito rapidamente pode quebrar a prensa.

#### Prensa de cabeçote móvel
Essa prensa é essencialmente uma prensa de cesto que foi virada de lado com dois cabeçotes em extremidades opostas, fornecendo uma pressão mais homogênea à medida que se move horizontalmente em direção ao bolo de compactação. Muitas vezes, essas prensas têm correntes conectadas entre os dois cabeçotes que quebram o bolo entre as prensas à medida que os cabeçotes são retraídos. Embora menos trabalhosa do que as prensas de cesto tradicionais e proporcionando uma pressão mais uniforme, uma desvantagem da prensa de cabeçote móvel é que o bolo fica tão compacto que muitas vezes é difícil extrair o suco do núcleo interno do bolo. Isso tem o efeito de criar um "bolo externo" seco e um "bolo interno" úmido com sucos presos ainda no interior. O suco extraído do bolo externo seco também pode ser muito grosso e rico em fenólicos.

#### Prensa de bexiga
Também conhecida como "prensa pneumática". Para combater as desvantagens da prensa de cabeçote móvel, a prensa de bexiga foi projetada para ter um longo cilindro de borracha (a "bexiga") montada no centro do tanque (criando essencialmente um anel) que é inflada por ar ou água para produzir pressão externa no bolo contra uma tela perfurada. O bolo se assemelha a uma rosquinha com pressão uniforme aplicada quase igualmente a todas as partes do bolo. Os benefícios desse estilo são uma quantidade geralmente uniforme de pressão aplicada ao bolo, bem como a capacidade adicional de ajudar a resfriar o mosto se a bexiga estiver cheia de água fria. Uma desvantagem é o trabalho intensivo de limpeza e esvaziamento e a possível alta exposição ao oxigênio se o tanque não estiver fechado.

#### Prensa de membrana

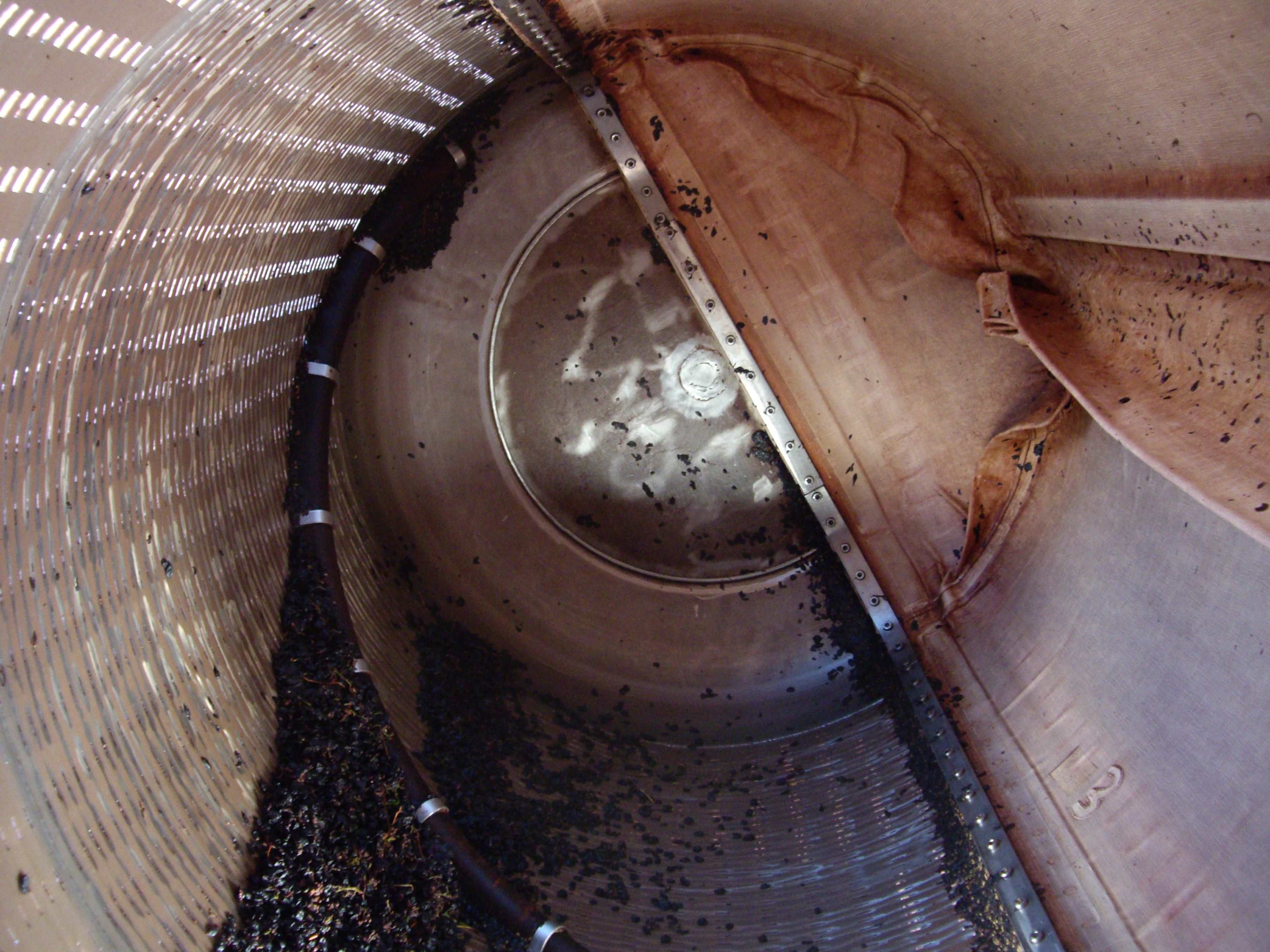
Interior de uma prensa de membrana com a membrana esvaziada montada no lado direito do tanque. Também é mostrado o bagaço (cascas e sementes de uva) que sobrou da prensagem

Em vez de fornecer pressão do centro para fora como em uma prensa de bexiga, a membrana de uma prensa de membrana é montada em um lado da prensa horizontalmente entre as duas extremidades. Nas extremidades opostas, há telas de drenagem que permitem que o suco liberado seja drenado para a bandeja de espera da prensa. Como em uma prensa de bexiga, a pressão externa é aplicada por ar pressurizado (raramente água) que infla gradualmente a membrana que pressiona suavemente as uvas contra a tela de drenagem. A vantagem desse tipo de prensa é a pressão suave e o movimento mínimo das uvas, o que minimiza a quantidade de rasgos e arranhões nas cascas e sementes. Isso limita a quantidade de sólidos suspensos e fenólicos extraídos no vinho prensado. Além disso, muitas prensas de membrana são totalmente fechadas, permitindo a vinificação anaeróbica sem nenhuma exposição ao oxigênio. Além das mesmas desvantagens de mão de obra e tempo (algumas prensas podem levar de 2 a 4 horas por batelada) das outras prensas de batelada, essas prensas de membrana computadorizadas e fechadas são frequentemente alguns dos equipamentos mais caros que uma vinícola pode comprar.

### Prensas contínuas

Diagrama de uma uva para vinho mostrando os diferentes componentes que podem ser liberados com a prensagem. Os fenólicos mais severos provêm da camada externa da uva e das cascas, bem como das sementes, que podem ser arranhadas ou rasgadas pelo movimento frequente

Os benefícios das prensas contínuas são a sequência "contínua" que permite que grandes volumes de uvas sejam prensados com o mínimo de envolvimento de mão de obra. Em vez de prensar bateladas separadas que precisam ser esvaziadas e reabastecidas, as prensas contínuas normalmente têm uma área de entrada e algum mecanismo (como um parafuso sem-fim ou uma correia) que transfere as uvas através das prensas com uma área de saída para o bolo descartado. O rendimento é limitado pela capacidade do tanque e pelo diâmetro da rosca ou pela largura das correias. Muitos modelos de prensas de rosca contínuas podem processar de 50 a mais de 100 toneladas métricas por hora. Isso pode ser uma vantagem significativa para uma vinícola de alto volume em comparação com as prensas de batelada, que geralmente processam apenas de 1 a 5 toneladas por hora.
Embora não sejam tão variadas quanto as prensas de batelada, há três tipos principais de prensas contínuas, cada uma com seus próprios benefícios e desvantagens. Embora sejam mais comuns no setor de sucos do que na produção de vinhos (e sejam até mesmo proibidas para a produção de vinhos de qualidade em algumas regiões vinícolas, como a Argélia), as seguintes prensas podem ser encontradas em vinícolas (geralmente de alto volume).
- Prensa de rosca - As uvas são carregadas em uma entrada onde uma grande rosca helicoidal transfere a uva através de um cilindro perfurado que permite que o suco liberado escape. À medida que a rosca se move para baixo, o bagaço do bolo é submetido a uma pressão crescente. Embora a vantagem seja o alto rendimento, a prensagem e o movimento bruscos provocam o rompimento e a trituração das cascas e sementes da uva, fazendo com que mais minerais (como o potássio, que pode afetar o pH), taninos e gomas naturais sejam extraídos para o suco. Até 4% v/v do suco prensado de uma prensa de rosca pode ser composto por sólidos suspensos que podem precisar ser tratados com agentes de clarificação e colagem para ficarem estáveis e filtráveis.[3][5]
- Prensa de impulso - Uma modificação da prensa de rosca que visa a limitar a quantidade de movimento das uvas. Primeiro, a prensa puxa a rosca de volta para o contêiner, conforme as uvas são carregadas. Em seguida, a rosca avança horizontalmente, agindo mais como um "aríete" do que como uma broca, empurrando intermitentemente o bolo em "impulsos" contra a extremidade mais distante da prensa. Embora produza um pouco menos de fração fenólica na prensa, a desvantagem dessa prensa é a diminuição da eficiência, que é quase igual à das prensas de batelada.[3]
- Prensa de correia - Essa prensa utiliza uma série de placas infladas a ar ao longo de uma correia de malha de arame. Normalmente, com vários metros de comprimento, as uvas frescas são carregadas no início da correia, onde são transferidas por rolos através da série de almofadas que aplicam pressão, mantêm-na por um tempo e a liberam, com o suco caindo através das telas em panelas de prensagem em espera. As prensas de correia têm sido usadas por vinícolas de alto volume para prensagem de cachos inteiros e produção de vinho espumante, mas não se popularizaram em muitas regiões vinícolas devido a preocupações com a quantidade de oxidação que introduzem no vinho, bem como com a grande quantidade de sólidos suspensos que passam pelas telas.[3]

#### Sequências de prensagem
Há uma troca entre o alto volume e o rendimento que as prensas contínuas podem gerenciar e a qualidade geral do suco prensado em comparação com os meios potencialmente mais delicados de algumas prensas de batelada. No entanto, há uma diferença notável na composição do suco prensado de prensas contínuas que são retiradas do início da prensa (a primeira seção da prensa) com a menor quantidade de pressão e movimento em comparação com as frações que vêm mais adiante no caminho. Muitas vezes, os vinicultores têm panelas de prensa separadas em cada seção, que são mantidas separadas e vinificadas separadamente.
Abaixo está uma tabela da diferença na composição do suco de Riesling entre o suco livre e o suco que sai das diferentes sequênciasde uma prensa contínua, desde a pressão relativamente baixa da 1ª prensagem até a 3ª prensagem, mais compacta e de pressão mais alta.
| Componente               | Suco livre | 1ª prensagem | 2ª prensagem | 3ª prensagem |
| Brix                     | 17,2       | 17,5         | 17,5         | 17,5         |
| pH                       | 3,1        | 3,2          | 3,4          | 3,5          |
| Acidez titulável (g/L)   | 8,9        | 9,1          | 8,8          | 9,1          |
| Conteúdo fenólico (mg/L) | 306        | 607          | 1.142        | 1.988        |
| Sólidos suspensos (g/L)  | 46,2       | 16,8         | 27,9         | 23,7         |

## Suco livre versus suco prensado

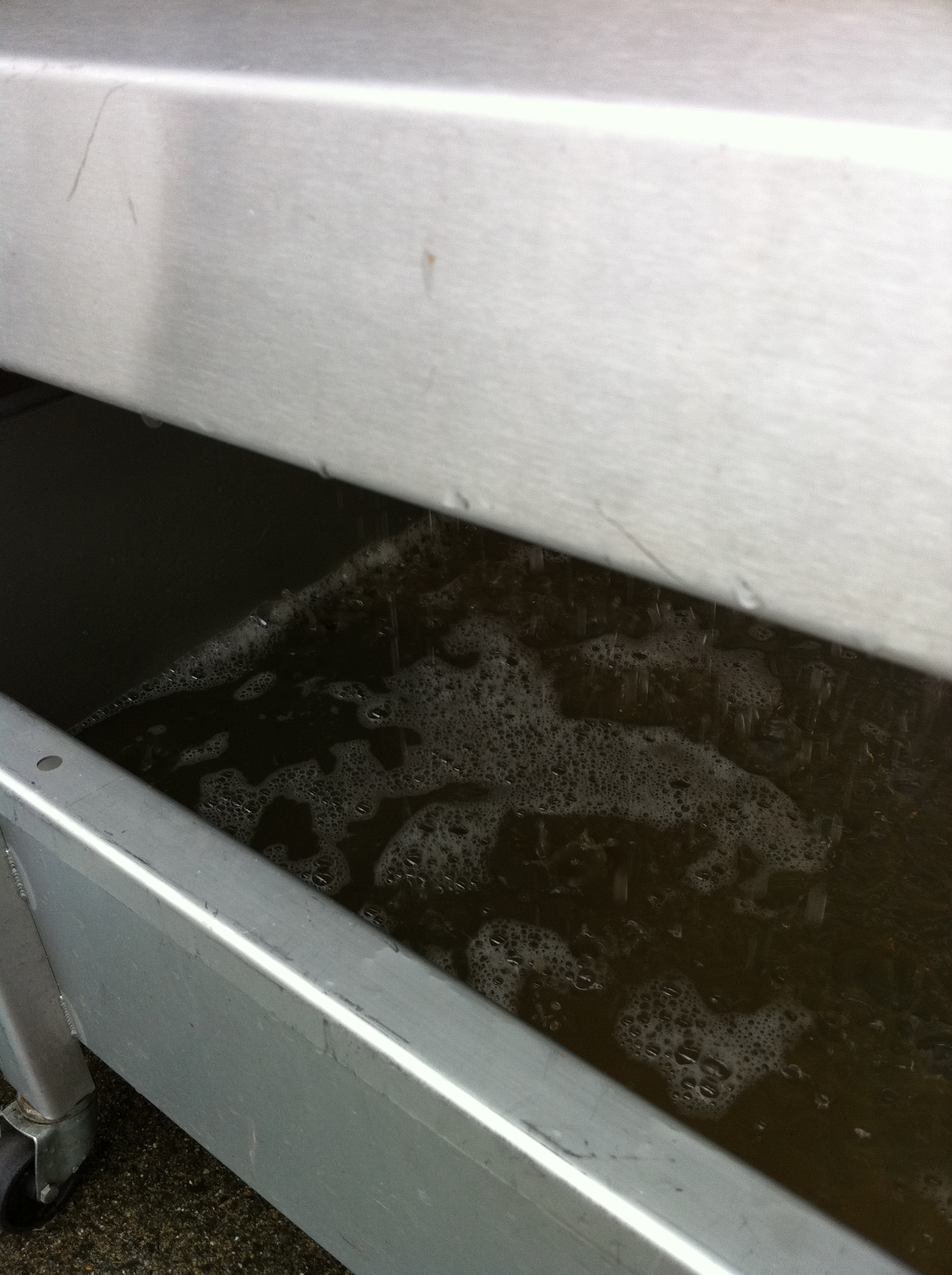
Suco livre de Madeline Angevine fluindo para a panela da prensa antes de a prensa ser ligada. Esse suco geralmente tem maior acidez, pH mais baixo, menos fenólicos e menos sólidos suspensos do que o suco prensado

Desde que as prensas são usadas, os produtores de vinho estão cientes das diferentes características de cor, corpo e aroma do vinho feito com suco livre em comparação com o suco prensado. O suco livre é o suco que foi extraído por meio do processo de esmagamento, da quebra natural das paredes celulares da uva durante a maceração e a fermentação e pelo próprio peso das bagas de uva quando elas são carregadas umas sobre as outras em uma prensa. Mesmo entre os sucos prensados, há diferenças de composição entre as várias "frações" de suco produzidas a partir da prensagem inicial até a prensagem subsequente (e geralmente mais severa). Muitas vezes, os vinicultores mantêm o suco livre e o suco prensado separados durante a maior parte do processo de vinificação, incluindo a fermentação malolática e o envelhecimento em barris, com a opção de misturá-los posteriormente para fazer o vinho mais completo e equilibrado, engarrafar separadamente com rótulos e níveis de preços diferentes ou descartar/vender as frações prensadas para outro produtor.
A principal diferença entre o suco livre e o suco prensado é que o suco prensado geralmente tem níveis mais baixos de acidez, níveis mais altos de potássio e pH, mais compostos fenólicos, como taninos, e mais sólidos em suspensão, como goma natural e proteínas. Alguns desses atributos podem ter influência positiva sobre o vinho, com o aumento dos fenólicos oferecendo mais corpo, características aromáticas (como os aromas varietais dos terpenos) e potencial de envelhecimento. Outros atributos podem ter uma influência mais negativa, como o aumento da adstringência e do amargor, precursor de pigmentos marrons no vinho branco, problemas de equilíbrio e sensação na boca (bem como potencial instabilidade microbiana) devido ao aumento do pH e à maior necessidade de agentes de colagem para auxiliar na clarificação e estabilização do vinho com o aumento dos sólidos suspensos.
A extensão dessas diferenças será ampliada ou minimizada com base na condição inicial da fruta após a colheita (com uvas mofadas, danificadas, queimadas pelo sol ou botritizadas produzindo diferenças gritantes entre o suco livre e o suco prensado), o tipo de prensa usado, a quantidade de pressão envolvida e a quantidade geral de movimento a que as uvas estão sujeitas, o que pode afetar o quanto as cascas e as sementes são raspadas e rompidas.

### Frações prensadas
Abaixo está uma tabela da diferença na composição do suco de Riesling entre o suco livre e várias frações prensadas usando uma prensa de membrana.[12].
| Componente               | Suco livre | 1ª prensagem | 2ª prensagem | 3ª prensagem |
| Brix                     | 17,7       | 17,9         | 17,9         | 17,7         |
| pH                       | 3,07       | 3,2          | 3,29         | 3,35         |
| Acidez titulável (g/L)   | 10,7       | 9,35         | 9,25         | 9,1          |
| Conteúdo fenólico (mg/L) | 357        | 486          | 439          | 440          |
| Sólidos suspensos (g/L)  | 39,1       | 19,1         | 15,4         | 9,2          |

## Prensagem de cachos inteiros

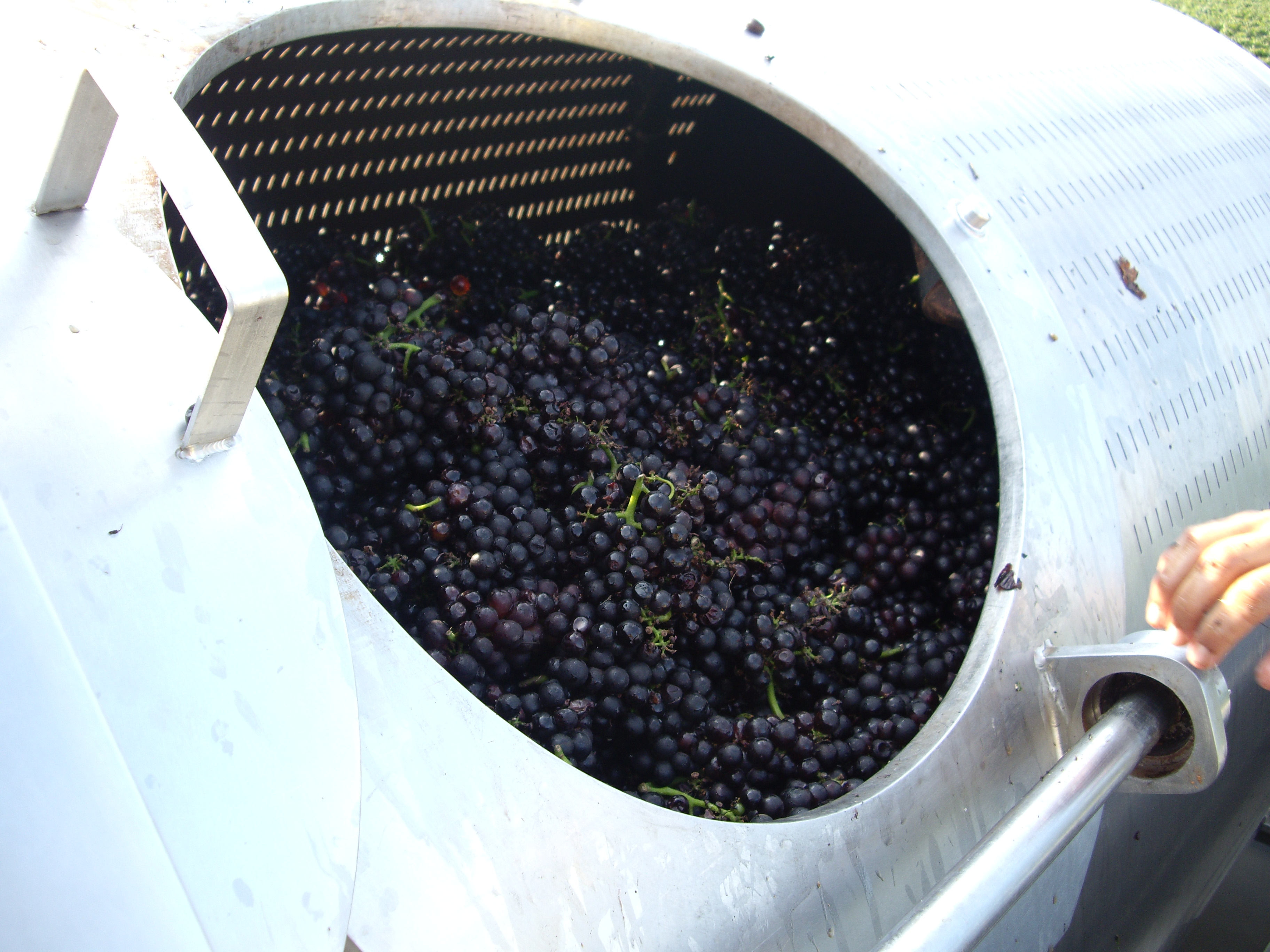
Cachos inteiros de Pinot noir prestes a serem prensados.

A prensagem de cachos inteiros é aquela em que, em vez de passar as uvas por um desengaçador/esmagador, as uvas intactas são prensadas diretamente, ainda presas às hastes. Esse é um método amplamente utilizado na produção de vinhos brancos, rosés e espumantes porque geralmente produz um vinho mais delicado, menos fenólico e menos colorido. Até mesmo alguns produtores de vinho tinto (principalmente Pinot noir) usarão esse tipo de prensagem para evitar taninos fortes ou "esverdeamento" que podem vir de uvas pouco maduras. Esse método é diferente da "prensagem com engaço", em que as uvas são esmagadas e desengaçadas, mas partes dos engaços são guardadas e jogadas na prensa de vinho para adicionar alguns fenólicos e criar "canais" para o suco escorrer entre as cascas, o que pode limitar a frequência com que as telas de drenagem ficam entupidas.
No método de cachos inteiros, a primeira fração da prensa é essencialmente a fração de "suco livre", uma vez que as bagas das uvas só começam a ser quebradas e a liberar suco quando o ciclo da prensa começa. No entanto, assim como na prensagem de uvas esmagadas, a composição do suco muda a cada prensagem subsequente e essas frações geralmente são mantidas separadas. Ao contrário da prensagem de uvas esmagadas, em que geralmente o suco livre é o mais valorizado, na prensagem de cachos inteiros a segunda fração é geralmente mais valorizada por seu equilíbrio de conteúdo fenólico e potencial de envelhecimento.
Em Champagne, onde a prensagem de cachos inteiros em prensa de cesto raso é muito comum, a tradição de separar as frações da prensa remonta a Dom Pérignon, com diretrizes registradas em 1718 por seu biógrafo Canon Godinot. De acordo com Pérignon (Godinot), o vin de goutte de suco livre era considerado muito delicado e insuficiente para fazer um bom champanhe e, às vezes, era descartado ou usado para outros vinhos. A primeira e a segunda prensagem (chamadas de tailles ou corte, pois o bolo de bagaço era literalmente cortado com cordas, correntes ou pás para removê-lo entre as prensagens) eram as mais ideais para a produção de vinho espumante. O suco da terceira prensagem era consideravelmente aceitável, mas a quarta prensagem (chamada de vin de taille) raramente era usada e todas as outras prensagens posteriores (os vins de pressoirs) eram consideradas muito duras e coloridas para serem de algum valor na produção de champanhe.